# Anolis luteosignifer
Anolis luteosignifer (кайман-бракський аноліс) — вид ігуаноподібних ящірок родини анолісових (Dactyloidae). Ендемік Кайманових Островів.

## Поширення і екологія
Кайман-бракські аноліси є ендеміками острова Кайман-Брак в групі Кайманських островів. Вони живуть по всьому острову, від лісистих карськових районах на сході острова до відкритих прибережних районів. На відміну від інших анолісів. поширених на Кайманових островах, кайман-бракські аноліси багато часу проводять на землі, серед тріщин у вапнякових скелях. Трапляються поблизу будівель та на кокосових пальмах.